# Xantharete stellans
Xantharete stellans là một loài bướm đêm thuộc phân họ Arctiinae, họ Erebidae. Chúng thường được tìm thấy ở Colombia.